# Nueva Escuela Alemana

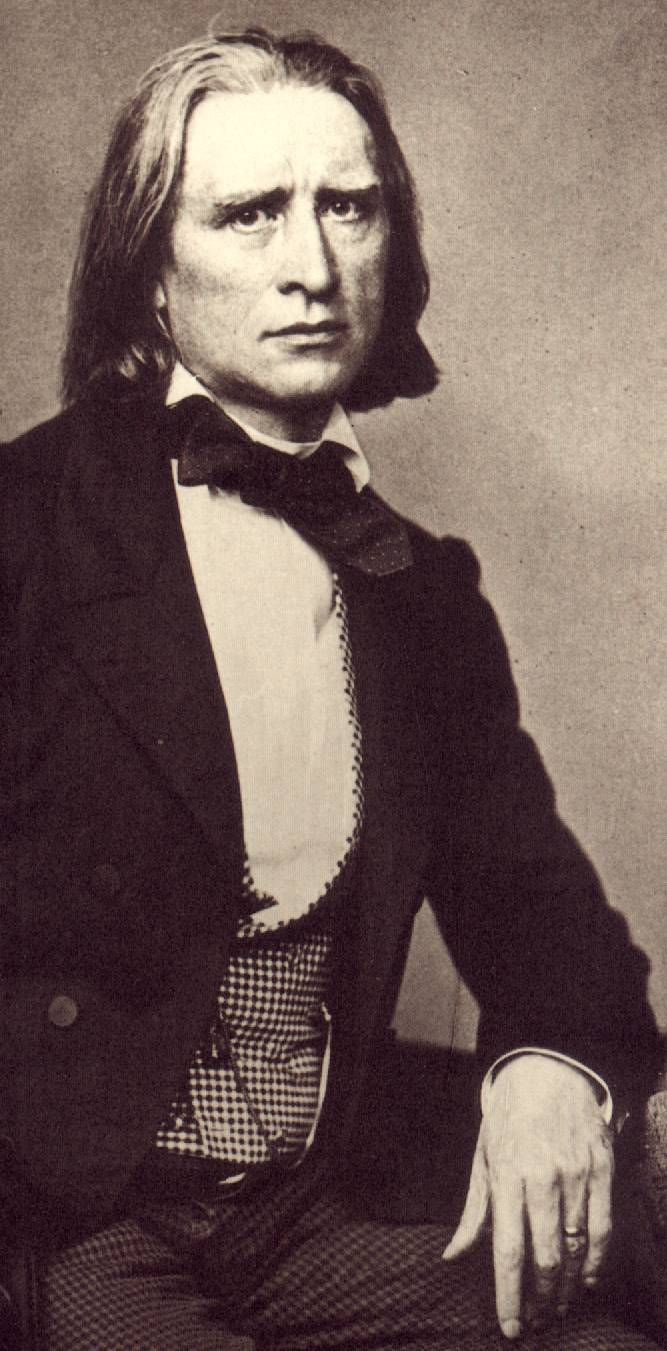
Franz Liszt fue uno de los principales impulsores de la Nueva Escuela Alemana.

La Nueva Escuela Alemana (en alemán: Neudeutsche Schule) es un término introducido en 1859 por Franz Brendel, editor de la revista Neue Zeitschrift für Musik, para definir a ciertas tendencias surgidas en la música alemana. Es difícil dar una definición clara, aunque el término se ha utilizado frecuentemente en ensayos y libros sobre la historia de la música del siglo XIX y principios del siglo XX.
Además, no todos los considerados como representantes de la «Nueva Escuela Alemana» fueron músicos en activo. El término es por lo tanto problemático. Ha sido utilizado por diferentes personas, en diferentes momentos y con distintos significados. Hay acuerdo general en que Franz Liszt fue uno de los más destacados representantes de la «Nueva Escuela Alemana». También hay consenso en que Johannes Brahms no participó. Más allá de esto, las interpretaciones difieren. El presente artículo enuncia los principales elementos asociados con este término.
Los representantes de la Nueva Escuela Alemana mantuvieron un conflicto con los músicos más conservadores en la llamada Guerra de los románticos. 

## LaTonkünstler-Versammlungde 1859

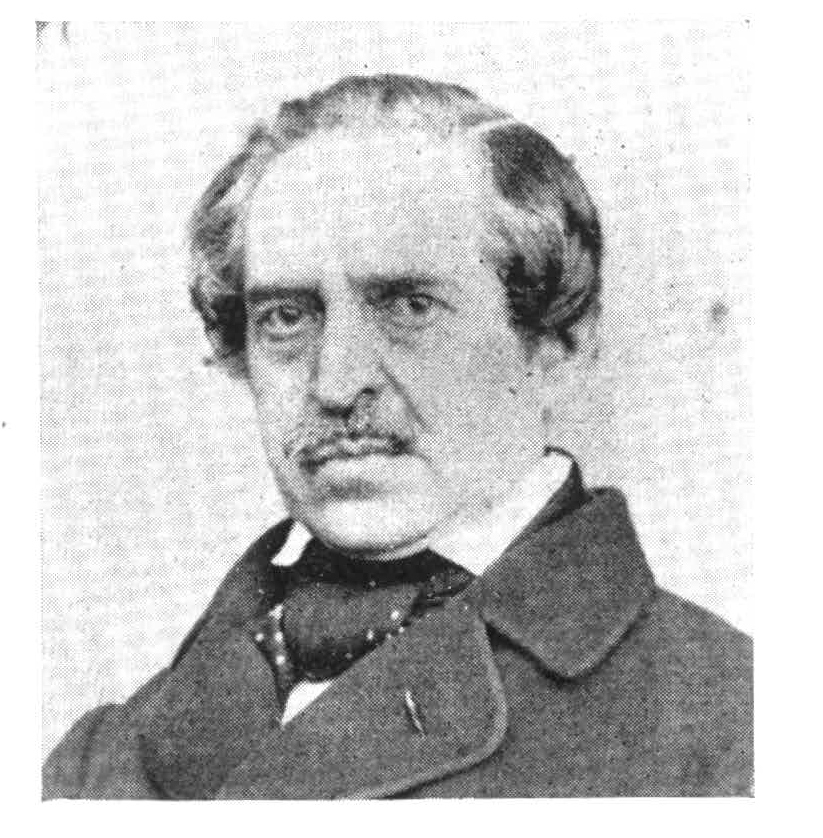
Fotografía de Franz Brendel (1811-1868).

En 1858, Franz Liszt y Franz Brendel proyectaron una Tonkünstler-Versammlung (Asamblea de músicos). La financiación necesaria provenía de una beca de 1000 táleros de Friedrich Wilhelm Konstantin, príncipe de Hohenzollern-Hechingen, que Liszt había negociado. También Liszt hizo sugerencias para las actuaciones musicales durante la asamblea. No es motivo de sorpresa que el propio Liszt fuera el compositor contemporáneo que realizó interpretaciones más frecuentemente en la asamblea y que los miembros de su círculo de Weimar estuvieran bien representados.
El tercer día de la Tonkünstler-Versammlung, el 3 de junio, fue inaugurado por Brendel con un discurso Zur Anbahnung einer Verständigung (Para abrir el camino a un acuerdo). El discurso de Brendel es el origen del término «Nueva Escuela Alemana». Fue publicado en versión impresa en la Neue Zeitschrift für Musik del 10 de junio de 1859.
Brendel recordó a Robert Schumann, que había fundado la Neue Zeitschrift für Musik, como la persona que abrió el camino para un nuevo tipo de arte, derivado de las obras de Ludwig van Beethoven. Mientras que Schumann había adoptado la visión de un artista, sus escritos habían sido puramente subjetivos. En muchos casos, la visión de Schumann había dependido de las emociones transitorias provocadas por la música. Brendel tenía un objetivo más elevado, ya que había evolucionado distintos principios musicales y se mantuvo fiel a ellos. La Neue Zeitschrift für Musik se había convertido en la voz de la actitud progresista en la vida musical de la época. Como consecuencia, había habido conflictos con otras partes, llegando a un lugar que recordaba el tono del fanatismo religioso de antaño.
Los maestros de los últimos años habían demostrado a Brendel por sus logros que no había sido un error. Brendel mencionó por su nombre sólo a Richard Wagner, que había alcanzado maravillosamente el ideal de la ópera alemana pura, aunque también se refirió a otros dos. Si bien Brendel no citó sus nombres de forma explícita, por el contexto es claro que se refería a Hector Berlioz y a Franz Liszt. Según Brendel en su ensayo F. Liszt's symphonische Dichtungen de 1858, estaba convencido de que los Poemas sinfónicos de Liszt poemas eran el ideal más perfecto de la música instrumental de la época. Eran lo que tenía que venir si el progreso se abría camino. En contraste con esto, las sinfonías de Franz Schubert, Felix Mendelssohn y Robert Schumann, aunque eran magníficas y hermosas, sólo podían considerarse como las obras de epígonos, es decir, después de Beethoven.

## Introducción del término «Nueva Escuela Alemana»
Para mejorar los futuros debates, Brendel hizo varias sugerencias, en particular, que en el futuro, el uso del término «Zukunftsmusik» (Música del futuro) debería ser evitado. El término se había derivado del ensayo de Wagner Das Kunstwerk der Zukunft (La obra de arte del futuro), pero ninguno contribuyó plenamente con las ideas establecidas allí por Wagner sobre sus ideales de música dramática. El estilo exagerado y combativo de Wagner significó que muchos de los que habían sido atacados por él habían querido defenderse. Esto había provocado debates acalorados, sin excluir la mezquindad y los insultos personales. En lugar de seguir utilizando el término «Zukunftsmusik», con sus connotaciones a las luchas del pasado, Brendel sugirió utilizar «Neudeutsche Schule». El nuevo término debe ser entendido para tratar todo el período desde la muerte de Ludwig van Beethoven. Según Brendel, era común usar «alt Deutsche Schule» (Vieja Escuela Alemana) para designar al período de Johann Sebastian Bach y Georg Friedrich Haendel. El período posterior fue el de los maestros vieneses como Wolfgang Amadeus Mozart, que había sido influido por el estilo italiano. Beethoven había reorientado el interés hacia el norte de Alemania de nuevo y con ello se había abierto la «Neudeutsche Schule». Aunque podrían haber tomado como ejemplo a otros músicos alemanes, con el propósito de dar un mayor realce a la «Nueva Escuela Alemana», tomar a Beethoven como su creador fue una buena elección.

### Berlioz y Liszt como maestros «alemanes»

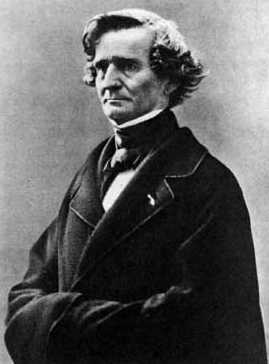
Franz Brendel afirmaba que el francés Hector Berlioz podía ser considerado maestro «alemán», ya que previamente se había alimentado y fortalecido con el espíritu alemán.

Según Brendel, ahí estaba la razón de fondo para los acalorados debates del pasado. La gente había discutido las nuevas obras sin tener un conocimiento real de las mismas. Por esta razón Brendel había arreglado las representaciones musicales en la Tonkünstler-Versammlung. Los músicos presentes podían juzgar por ellos mismos oyendo las obras. Como no había dudas —según creía Brendel— de que las obras interpretadas debían representar la «Nueva Escuela Alemana», se podía considerar embarazoso que también se hubieran interpretado obras del francés Hector Berlioz y de Franz Liszt, nacido en Raiding (actual Austria).
Brendel admitió el problema pero trató de mostrar que Berlioz y Liszt iban a ser vistos como los maestros alemanes. Para ello, recordó su propia Geschichte der Musik (Historia de la música). Según decía en ella, había habido dos líneas paralelas de desarrollo. Por un lado, una línea específica de Alemania, representada por Johann Sebastian Bach, Ludwig van Beethoven y otros. Por otro lado, una línea universal, fusión de las influencias alemanas, italianas y francesas, y representada por Georg Friedrich Händel, Christoph Willibald Gluck, Wolfgang Amadeus Mozart y otros.
Según Brendel, nadie dudaba de que todos estos artistas eran alemanes. Pero había maestros como Luigi Cherubini, Gaspare Spontini, Étienne Méhul y muchos otros, que a pesar de haber nacido en Italia o Francia, se habían convertido en grandes artistas a través de la influencia alemana. Por esta razón, podrían considerarse como maestros alemanes. Tanto Berlioz como Liszt, no se habrían convertido en los artistas que eran realmente, si no se hubieran alimentado previamente y fortalecido con el espíritu alemán. La raíz de sus obras, por lo tanto, se podía encontrar en Alemania.

### Visión de Liszt de la «Nueva Escuela Alemana»
Mientras Brendel en su discurso había afirmado que la «Nueva Escuela Alemana» tenía la intención de unir las diversas partes de la vida musical, la revista Grenzboten del 10 de junio de 1859, escribía:

El aniversario de la Neue Zeitschrift für Musik, más conocida como la voz de los «Zukunftsmusiker» (músicos del futuro), que ahora se han constituido oficialmente por sí mismos como «escuela weimariana», fue una ocasión para una demostración muy voluminosa, para la que la escuela empleó todas sus fuerzas.

Esto sugería que la ventaja estaba más en el lado de la «escuela weimariana». Existe un paralelismo en la voluntad de Liszt del 14 de septiembre de 1860, cuando escribió:

Le pido [a la princesa Wittgenstein] también que envíe a varios miembros de nuestra hermandad de la Nueva Escuela Alemana, a los que estoy unido —Hans von Bronsart (Leipzig), Richard Pohl (Weimar), Alexander Ritter (Schwerin), Felix Draeseke (Dresde), Prof. Weitzmann (Berlín), Carl Tausig (desde Varsovia) y algunos otros que Carolyne decidirá— quizás uno de mis objetos, o un anillo con mi monograma en él, o mi retrato, o mi escudo de armas, en mi recuerdo. ¡Debían continuar la obra que habíamos comenzado! ¡Esta no era una causa perdida, aunque sólo tuviera defensores extraños!

Una impresión algo más precisa se puede obtener de la carta de Liszt con el príncipe de Hohenzollern-Hechingen, del 18 de agosto de 1858, en relación con una remuneración de 1000 táleros ofrecida por este último para apoyar las actividades de Liszt.

Para cumplir con su tarea de progreso, el editor de la Neue Zeitschrift fur Musik no ha escatimado ni esfuerzos ni sacrificios. Por el hecho de que esta representa, de forma de talentosa y consciente, las opiniones y las simpatías de mis amigos y yo, está en la más avanzada, y por consiguiente la más peligrosa, posición de nuestra situación musical, por lo que nuestros adversarios no pierden oportunidad de dificultar su labor. Nuestras opiniones y simpatías se mantienen, sin duda, por su valor y convicción, pero si Su Alteza se digna a venir en nuestra ayuda, estaremos orgullosos y felices —y la mejor manera de fortalecer nuestra posición es mediante la difusión de nuestras ideas por la prensa.

Según un documento de 1858, escrito por Brendel y firmado por Franz Liszt, la remuneración de 1000 táleros debería gastarse en parte en «ilustrar a la opinión pública», por ejemplo, con la ayuda de la prensa diaria, con respecto a las «tareas modernas del arte musical»., es decir, con el propósito de propaganda permanente en favor de Liszt y sus amigos.

## Reacciones contemporáneas

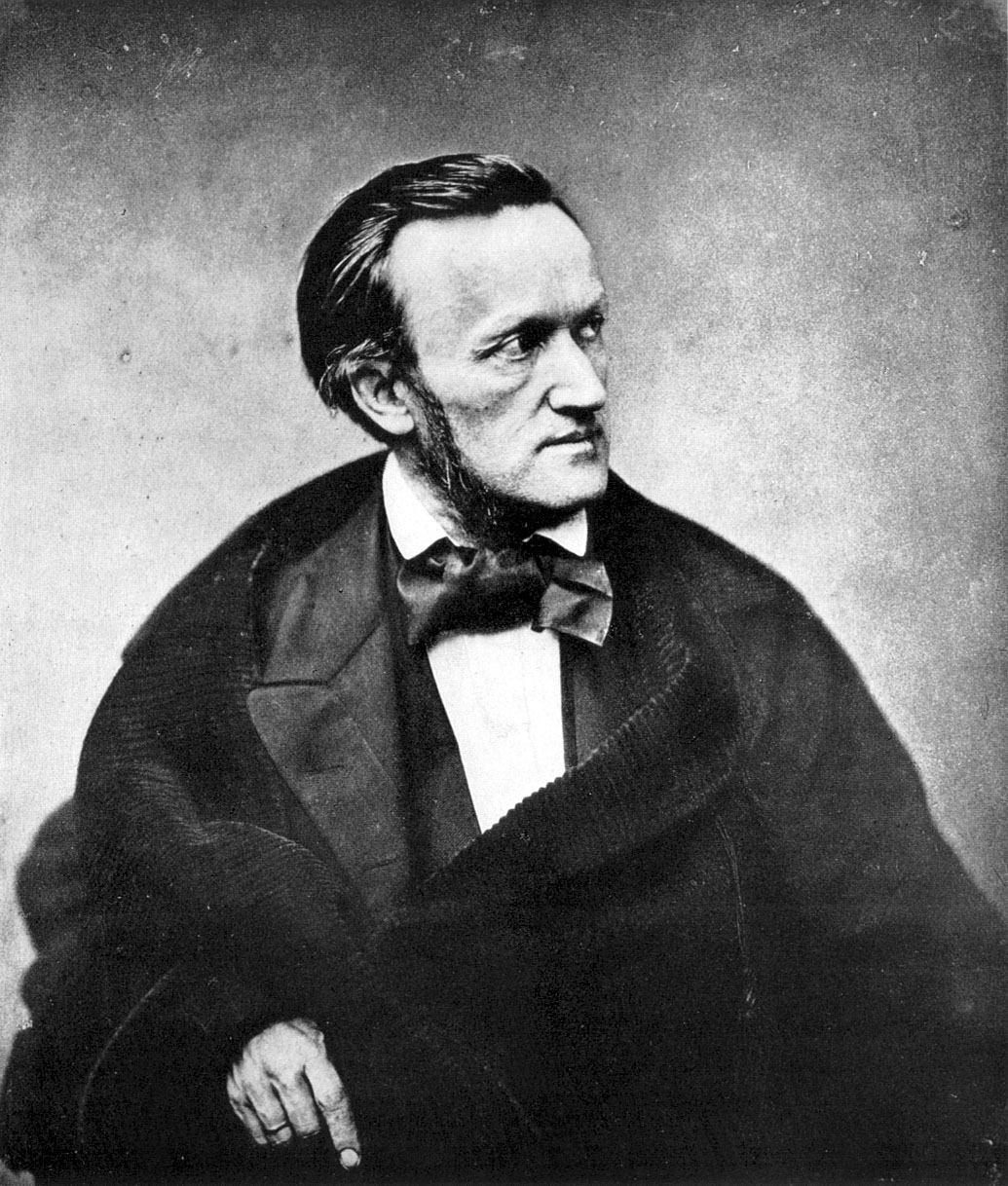
Richard Wagner criticó la actitud de ambos bandos en una carta a Hans von Bülow.

### Consecuencias delTonkünstler-Versammlung
Richard Pohl revisó el Tonkünstler-Versammlung en la revista Neue Zeitschrift für Musik, alabando ampliamente a Liszt y sus obras. A pesar de la crítica de Pohl, la cuestión de si la parte musical del Tonkünstler-Versammlung fue una victoria o, al menos un éxito, de Liszt permanece abierta. Wagner, que ya había tomado un punto de vista escéptico respecto a los eventos ocurridos dos años antes, escribió en una carta a Hans von Bülow:

¡Váyanse al diablo, todos ustedes, con su siembra de festivales y carreras de caballos musicales: dejad por un lado el lanzamiento de flores y por el otro de tirar barro a vosotros mismos! Haciendo estas cosas, cuando las actuaciones que se pueden obtener no son ni siquiera realmente buenas, ¿qué puede traer? ¡Nada puro, excepto mucha suciedad! ¡Y para ello, empeñan los últimos restos de una salud totalmente destrozada —y a la edad de Liszt y con sus experiencias del mundo!

Después del Tonkünstler-Versammlung en Leipzig, Liszt se muestra en algunas de sus cartas de un humor amargo. Un ejemplo es la carta a Weitzmann del 4 de febrero de 1860, afirmando que Liszt había aconsejado a varios directores no dirigir sus Poemas sinfónicos. Su línea de pensamiento era incorrecta al completo y todas sus composiciones debían ser retiradas. La oposición de la prensa significó que Liszt quisiera cortar sus conexiones con el público.
Sin embargo, Liszt también se culpaba a sí mismo de tal oposición. A lo largo de la década de 1850, de una manera hasta entonces sin precedentes en la historia de la música, el propio Liszt y sus amigos habían bombardeado, en más de media docena de revistas, al público contemporáneo con grandes cantidades de artículos, muchos de ellos con un polémico estilo agresivo, en favor de su transformación del arte prevista. Además, había libros, como el escrito por Hans von Bronsart Musikalische Pflichten (Deberes musicales) (Leipzig 1858), donde los adversarios de Liszt y su círculo fueron acusados de mala voluntad, injusticia y calumnia. Después de esto, no debería sorprender que el lado opuesto provocara reacciones similares.

### Reacción conservadora

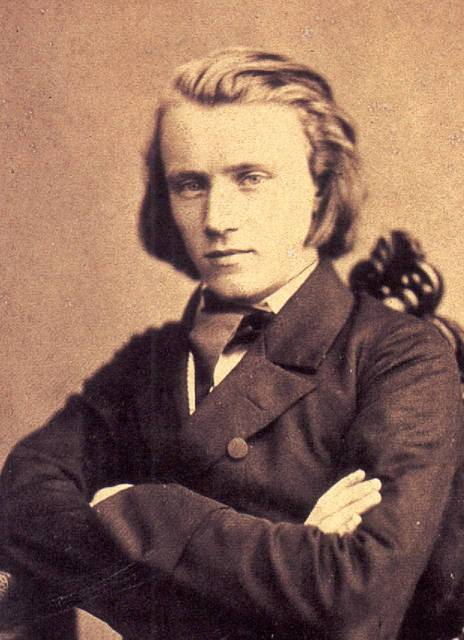
Johannes Brahms publicó en 1860 un Manifiesto condenando la parcialidad de la Neue Zeitschrift für Musik en favor de Franz Liszt.

Los ideales de Liszt llevaron a Johannes Brahms a publicar en 1860 un Manifiesto condenando la parcialidad de la Neue Zeitschrift en favor de Liszt. Entre los firmantes del manifiesto se encontraban Joseph Joachim y Ferdinand Hiller. Esto provocó una guerra de palabras denominada por los historiadores de la música como Guerra de los románticos y marcó una ruptura decisiva en las opiniones que persistió durante todo el siglo y todavía se refleja en cierta medida en los conceptos de «música clásica» y «música moderna».

### Objeciones de Berlioz
Si la «Nueva Escuela Alemana» iba a ser imaginada como un grupo de artistas con objetivos similares uniéndose a Liszt, ya fue problemática con Wagner, todavía quedaba un problema adicional, en relación con Hector Berlioz. Éste declaró decididamente en la primavera de 1860, después de los conciertos de Wagner en el Théâtre Italien de París, que él no tenía nada que ver con el estilo de Wagner y su ideología. Todos los que habían afirmado que era representante de una escuela común, junto con Wagner, eran calumniadores.
En contraste con Brahms y Joachim en su Manifiesto, Berlioz dio una lista detallada de los puntos críticos, así como una lista de principios que apoyaba. Hizo uso de la expresión «musique de l'avenir» (música del futuro), como un golpe en contra de Wagner. La polémica de Berlioz contra Wagner es clara por el texto siguiente:

Wagner mantiene el lema de las brujas en Macbeth: la belleza es horrible y lo horrible es bello.

En otros puntos Berlioz estaba de acuerdo con la visión Wagner. Por ejemplo, Berlioz afirmaba:

El compositor tiene que buscar la uniformidad interna del drama y la música, tiene que incorporar la emoción de las palabras, lo que tiene que tener en cuenta es el carácter de la persona presentada, así como los acentos del lenguaje hablado.

Sin embargo, en varios casos los puntos críticos de Berlioz no estaban destinados a las reclamaciones de Wagner, sino a las de Franz Brendel en la Neue Zeitschrift für Musik. En su ensayo F. Dichtungen Symphonische Liszt y su discurso Zur einer Anbahnung Verständigung, Brendel había explicado que existía una diferencia entre lo bello y lo característico. Las normas estrictas que resultaban adecuadas para la belleza eran sólo parcialmente válidas para la característica. Berlioz lo caracteriza diciendo que el compositor en principio había atentado contra las normas, tenía que evitar armonías consonantes naturales, así como modulaciones, y tenía que cuidar que su música no tuviera significado complaciente. En cambio, los oyentes tenían que familiarizarse con la riqueza de disonancias, modulaciones horribles y un caos rítmico en las voces medias (ni Liszt ni Wagner afirmaban nada parecido en sus escritos).
Para calmar el debate, Wagner publicó una carta abierta a Berlioz en el Journal des Débats del 22 de febrero de 1860. Explicó que había escrito su ensayo La obra de arte del futuro bajo la impresión fallida de la revolución de 1848. Desde la perspectiva actual de 1860, lamentaba la publicación. Sin embargo, Berlioz seguía siendo hostil con Wagner y también con Liszt. En sus Mémoirs (Memorias), Liszt sólo estaba presente como famoso virtuoso y no menciona ninguna de sus obras. Lo mismo se puede decir en relación con los volúmenes de «Obras literarias» de Berlioz, colecciones de ensayos y comentarios publicadas de nuevo. Mientras que en la década de 1830 y comienzos de 1840 había habido comentarios en los que Berlioz había elogiado algunas de las composiciones de Liszt, sobre todo la Rondeau fantastique El contrabandista y las fantasía sobre melodías de óperas como La Juive, I Puritani y Robert le Diable, cada uno de estos comentarios fue excluido de las «Obras literarias».
El desarrollo de las tradiciones de la Nueva Escuela Alemana en el período posterior a 1859 se trata en el artículo Allgemeine Deutsche Musikverein.